# Advent Rising
Advent Rising – gra komputerowa z gatunku third-person shooter stworzona przez GlyphX Games i wydana przez Majesco Entertainment. Jej premiera na konsolę Xbox nastąpiła 31 maja 2005 roku, a na system Windows 9 sierpnia 2005 roku. Fabułę produkcji stworzył Donald Mustard, natomiast autorami scenariusza są Orson Scott Card i Cameron Dayton; ścieżkę dźwiękową skomponował Tommy Tallarico.
Advent Rising miała być pierwszą częścią trylogii, planowano także stworzyć poboczną grę Advent Shadow na PlayStation Portable. Pomimo dużej kampanii marketingowej, obejmującej m.in. reklamy w kinach, sprzedaż gry była o wiele mniejsza niż zakładał to wydawca. Pod koniec 2005 roku Majesco Entertainment całkowicie zmieniło swoje plany biznesowe, skupiając się w dużej mierze na grach na platformy przenośne, co spowodowało zaniechanie prac nad kontynuacjami Advent Rising.
Od października 2005 roku do listopada 2006 roku ukazywał się spin-offowy komiks liczący pięć zeszytów. Planowano także wydać napisane przez Carda powieści związane z grą, lecz pomysłu zaniechano. W czerwcu 2006 roku Donald Mustard oznajmił, że chciałby dokończyć serię Advent dzięki swojemu nowemu studiu Chair Entertainment, lecz nie posiada praw, by to zrobić. W 2008 roku firma Novint ogłosiła, że wyda grę ze wsparciem dla urządzenia Novint Falcon pod tytułem Ascension Reborn.

## Fabuła
Głównym bohaterem produkcji jest Gideon Wyeth, żołnierz, który na początku gry eskortuje grupę ludzkich ambasadorów na statek kosmiczny należący do obcej rasy zwanej Aurelianami. Na miejscu mówią oni ludziom, że są według nich bogami, i ostrzegają ich przed inną rasą – Seekers – która ma na celu zniszczyć całą ludzkość. Krótko potem stacja kosmiczna ludzi zostaje zaatakowana przez owych obcych. Gideonowi udaje się uciec na pobliską planetę Edumea, gdzie zaczyna walkę z najeźdźcami.

## Rozgrywka
Advent Rising to komputerowa gra akcji z perspektywą trzeciej osoby (third-person shooter), w której gracz kontroluje Gideona, walcząc z przeciwnikami. Bohater może atakować różnymi rodzajami broni, a wraz z postępami w rozgrywce otrzymuje także nadprzyrodzone moce. Im częściej używa danej broni czy umiejętności, tym lepiej się nią posługuje. Po poziomach może poruszać się pieszo lub za pomocą pojazdów.

## Tworzenie
Ogólna fabuła gry została stworzona przez Donalda i Geremy’ego Mustarda. Dialogi i scenariusz napisali jednak Orson Scott Card i Cameron Dayton. Wpływ Carda jest widoczny w terminologii używanej w grze, którą zaczerpnął z Gry Endera. Nazwy vids, Buggers i ansible to odniesienia do jego powieści (termin ansible wymyśliła jednak Ursula K. Le Guin, a do scenariusza nie dodał go Card, lecz Donald Mustard). Fabuła gry była powszechnie uważana za jeden z najmocniejszych punktów produkcji, a cliffhanger na końcu miał zachęcić do zapoznania się z kolejnymi częściami.

### Ścieżka dźwiękowa
Ścieżkę dźwiękową gry Advent Rising wydała 28 czerwca 2005 roku wytwórnia płytowa Sumthing Else Music Works. Muzykę skomponował i wyprodukował Tommy Tallarico wraz z Michaelem Richardem Plowmanem i Charlotte Martin. Została nagrana w Paramount Pictures w Los Angeles przy udziale Hollywoodzkiej orkiestry i chóru.
| Nr  | Tytuł utworu                              | Długość |
| --- | ----------------------------------------- | ------- |
| 1.  | „Muse”                                    | 3:08    |
| 2.  | „Poeta”                                   | 3:36    |
| 3.  | „Bounty Hunter”                           | 3:05    |
| 4.  | „Aurelia”                                 | 3:03    |
| 5.  | „Greater Lights (feat. Charlotte Martin)” | 3:52    |
| 6.  | „Glorious Human”                          | 1:46    |
| 7.  | „Stolen Transport”                        | 2:15    |
| 8.  | „Canyon Encounter”                        | 2:04    |
| 9.  | „The Rise Of Aurelia”                     | 2:01    |
| 10. | „Edumeas Last Stand”                      | 2:04    |
| 11. | „Aurelian Conflict”                       | 2:04    |
| 12. | „The Aurelian Movement”                   | 2:21    |
| 13. | „Luriam Down”                             | 1:04    |
| 14. | „The Human Movement”                      | 2:09    |
| 15. | „Human Demise”                            | 1:35    |
| 16. | „Seeker Assault”                          | 2:05    |
| 17. | „Midst Of The N'Kul”                      | 0:34    |
| 18. | „Seeker Horde”                            | 1:04    |
| 19. | „Fiery Arrival On Aurelia”                | 0:55    |
| 20. | „Power Within”                            | 2:11    |
| 21. | „Fortified Strength”                      | 1:01    |
| 22. | „Mastery Of Self”                         | 2:20    |
| 23. | „Return To Humanity”                      | 2:16    |
| 24. | „The Seeker Movement”                     | 2:09    |
| 25. | „Seeker Unrest”                           | 2:05    |
| 26. | „Conquest”                                | 0:36    |
| 27. | „Greater Lights (Jay-J's Shifted UP Mix)” | 3:58    |
|     |                                           | 57:21   |

## Odbiór
Średnia ocen gry w serwisie Metacritic wynosi 68/100 (Xbox) i 70/100 (PC), natomiast w GameRankings odpowiednio 67,58% i 73,75%. Jako największe wady produkcji wymieniano częste błędy i niewygodny system celowania, chwalono za to fabułę oraz oprawę muzyczną i graficzną.